# بيل برينكر
بيل برينكر (بالإنجليزية: Bill Brinker)‏ هو لاعب كرة قاعدة أمريكي، ولد في 30 أغسطس 1883 في وارنسبورغ في الولايات المتحدة، وتوفي في 5 فبراير 1965 في أركاديا في الولايات المتحدة.